# Oszkár porosz királyi herceg
Oszkár porosz királyi herceg (németül: Prinz Oskar von Preußen, teljes nevén Oskar Karl Gustav Adolf; Potsdam, 1888. július 27. – München, 1958. január 27.) porosz királyi és német császári herceg, a Német Császári Hadsereg vezérőrnagya, a johannita lovagrend protestáns ágának 35. nagymestere.

## Élete

### Származása és gyermekkora
Oszkár porosz királyi herceg 1888. július 27-én látott napvilágot a potsdami Marmorpalaisban II. Vilmos német császár (1859–1941) és Auguszta Viktória schleswig–holsteini hercegnő (1858–1921) ötödik gyermekeként. A családban a hét gyermekből mindössze egyetlen – az utolsónak született Viktória Lujza – volt leány. Oszkár porosz herceget a német császárok téli rezidenciájának kápolnájában keresztelték meg, a porosz uralkodócsalád hagyományainak megfelelően evangélikus hitre. Keresztapja és egyben névadója II. Oszkár svéd és norvég király volt.
A herceg hűvös, a porosz szellem szerinti katonás légkörben nevelkedett, amit nagyban fokozott a német uralkodó fiaival szemben tanúsított nagybani szigora. A királyi család hagyományainak megfelelően már a hercegek oktatása is a tőlük elvárt katonai pályát hivatott megalapozni és előrevetíteni. Ennek megfelelően valamennyi herceg a plöni Pinzenhausban végezte el gimnáziumi tanulmányait. A gimnáziumi évek után Oszkár herceg rövid ideig egy potsdami katonai iskolába járt, később a bonni egyetemen hallgatott politológiát. Már fiatalon is jellemző volt rá az, amit később a császári udvar egyik tagja írt róla: „mindig romantikus gondolkodásmódról tesz tanúbizonyságot.”

### Katonai pályafutása
Fivéreihez hasonlóan Oszkár porosz herceg is belépett a hadseregbe, ahol a gránátosokhoz került. Az első világháború kitörésekor a herceg a 7. I. Vilmos király gránátos hadosztályban szolgált mint ezredes. A később vörös báró néven elhíresült Manfred von Richthofen nagyra tartotta a herceg vezetői képességeit, amint azt az 1914. augusztus 22-i virtoni ütközet után írta egy levelében: „ebben a csatában Oszkár herceg ezrede élén küzdött és sértetlen marad. Beszéltem vele közvetlenül az ütközet után, minthogy a Vaskereszt másodosztályával tüntették ki.” Szeptember 24-én Verdun közelében nyert csatát seregeivel, amiért a Vaskereszt elsőosztályú fokozatával tüntették ki. Ugyanekkor a herceg szívpanaszokkal küzdött, ezért az orvosok hónapokra visszarendelték a frontról, hogy meggyógyulhasson. Felépülése után a keleti frontra vezényelték a sziléziai Legnica városa mellé, ahol többször is súlyosan megsérült.
Az 1920-as évek elején a herceg neve is szerepelt azon a listán, ami a vezérkar és a királyi család háborús bűnöket elkövető tagjait sorolta fel. Emellett a herceget éles bírálat érte a sajtó részéről azért, mert a herceg a kormánytól ezredei nyugdíjának folyósítását követelte több más rangját vesztett német herceghez hasonlóan. A második világháború kitörésekor a herceg elviekben még mindig aktív, szolgálatteljesítése képes tagja volt a német hadseregnek, azonban a náci vezetés megakadályozta, hogy a herceget a frontra küldjék. Oszkár porosz herceget nem tartották elég megbízhatónak, mivel a herceg soha nem szimpatizált a nemzetiszocialista eszmékkel. Legidősebb fiát ellenben behívták; a herceg az elsők között esett el a lengyel fronton. Mikor Hitler egy rendeletével megtiltotta minden uralkodócsalád tagjának, hogy katona legyen, Oszkár porosz herceg végleg leszerelt a hadseregtől.

### Házassága és gyermekei

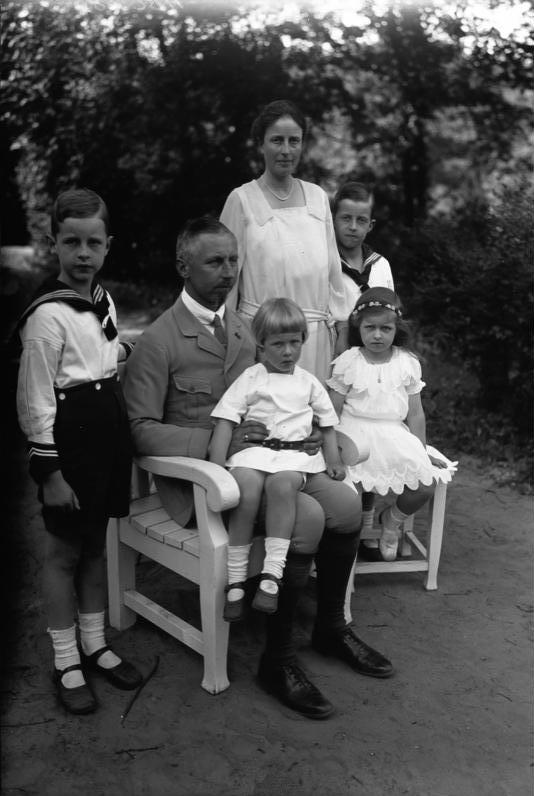
Oszkár porosz királyi herceg családja körében (1925)

Oszkár porosz királyi herceg 1914. július 31-én a német fővárosban feleségül vette a mecklenburgi főnemesi családból való Ina Marie von Bassewitz-Levetzow grófnőt (1888–1973). A grófnő az egyik legősibb mecklenburgi család tagjaként a német császárné udvarhölgyei közé tartozott. Így ismerkedett meg a porosz herceggel, és rögtön vonzalom alakult ki kettejük között. A grófnő „okos, kedves nő [volt], lenyűgöző szellemi és érzelmi tulajdonságokkal.” II. Vilmos császár értesült fia érdeklődéséről a grófnő iránt, ezért rövid úton elérte, hogy a nemeskisasszonyt hazaküldjék szüleihez és felmentsék udvarhölgyi kötelezettségei alól. Oszkár herceg azonban így is tartotta a grófnővel a kapcsolatot, és édesapja akaratával szembeszegülve kinyilvánította nősülési szándékát.
Főnemesi rangja ellenére von Bassewitz grófnő nem számított rangban egyenlőnek egy porosz herceggel, hiszen nem származott uralkodócsaládból. Ennek megfelelően a házasságot morganatikusnak, rangon alulinak nyilvánították, noha a német császár a Ruppin gróf rangot adományozta fia feleségének és valamennyi születendő gyermeküknek. A frigyet egyébként császári beleegyezéssel kötötték: II. Vilmos két évvel késleltette az esküvőt, ennyi idő után adta ugyanis csak meg engedélyét. A császári udvartartás egyik tagja szerint a császár beleegyezését Oszkár porosz herceg egyetlen húga, Viktória Lujza hercegnő könyörögte ki annak apropóján, hogy ezt kérte édesapjuktól ajándékként elsőszülött gyermeke keresztelésére. A császár döntésének hátterében a császárné közbenjárása is szerepet játszott, Auguszta Viktória királyné ugyanis támogatta fia és a grófnő terveit. Az eljegyzést mindössze pár hónappal a menyegző előtt, 1914. május 26-án jelentették be hivatalosan.
Oszkár porosz királyi herceg és Ina Marie von Ruppin grófnő házasságából négy gyermek – három fiú és egyetlen leány – született, akik világrajövetelükkor mind a Ruppin vezetéknevet és grófi címet viselték:
- Oszkár Vilmos (1915–1939), gyermektelenül halt meg, elesett a második világháborúban
- Burchard Frigyes (1917–1988), felesége gróf Eleonore Vera Fugger von Bebenhausen, gyermektelenül halt meg
- Herzeleide Ina (1918–1989), férje herceg Karl Peter Biron von Curland
- Vilmos Károly (1922–2007), a johannita lovagrend 36. nagymestere, felesége Irmgard von Veltheim.

Házasságkötésük után Oszkár porosz herceg és hitvese a potsdami Villa Quandt nevű kastélyba költöztek. A neoklasszicista épületet egyfajta nászajándékként adta a német császár a házaspárnak, hogy állandó otthonukként szolgáljon. A család egészen a második világháború végéig lakott itt. Oszkár porosz herceg boldog házasságban élt feleségével, kapcsolatukat harmónia és egyetértés jellemezte. 1920. június 21-én a porosz királyi család házi törvényeinek megváltoztatásakor Oszkár herceg felesége és gyermekei porosz hercegi méltóságra emelkedtek.

### Johannita nagymesterként

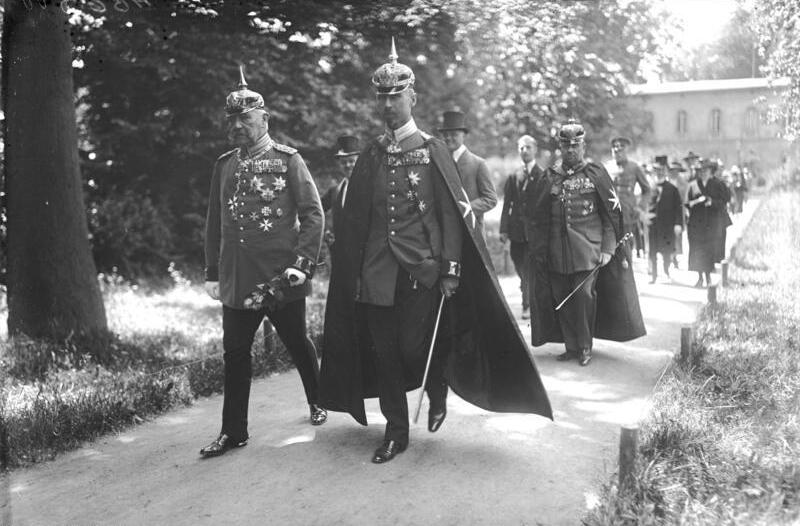
Oszkár porosz királyi herceg a johanniták egyenruhájában (1924)

A johannita lovagrend protestáns ágát 1852-ben állította fel IV. Frigyes Vilmos porosz király, és azóta a porosz uralkodócsalád férfi tagjai közül többen is a rend tagjai lettek. A lovagrend kötelékeibe lépett többek között Oszkár herceg egyik nagybátyja és második legidősebb bátyja, Eitel Frigyes is. Eitel Frigyes herceg viselte a rend vezetőjének kijáró nagymesteri címet 1907–1926 között, míg le nem mondott tisztségéről. Bátyja után Oszkár porosz herceg került a rend élére, nagymesteri címét egészen haláláig viselte. Nagymesterként a herceg azon fáradozott, hogy megóvja a rendet és ősi értékeit a nemzetiszocialista eszméktől és a náci párt kulturális tisztogatóprogramjától. A nácik többször is kísérletet tettek a rend feloszlatására, azonban mindannyiszor kudarcot vallottak. A második világháború elvesztését követően a herceg tárgyalásokat folytatott a szövetséges hatalmakkal, hogy a rend visszakaphassa korábban államosított és elvett kórházait. 1952-ben a herceg nagymesteri ideje alatt alapították meg a lovagrend egyik leányszervezetét, a főként mentőszolgálatot teljesítő Johanniter-Unfall-Hilfe szervezetet, egy évvel korábban pedig a Johanniter-Hilfsgemeinschaftot.
Az első világháború után Oszkár herceg a konzervatív nézeteket hirdető, félkatonai Stahlhelm nevű szervezet tagja lett. A Stahlhelm főleg monarchista veteránokat tömörített magába, és nemegyszer antidemokratikus jelszavakat hirdetett. A szervezet ugyanakkor elhatárolta magát a náci párttól, akárcsak Oszkár porosz herceg. A herceg hollandiai száműzetésben élő édesapjával és Eitel Frigyes bátyjával az 1930-as évek kezdete óta azon munkálkodott, hogy meggátolja a nácik hatalomhoz jutását. Miután ez nem sikerült, Oszkár herceg visszavonult a politikai közszerepléstől, bátyjával ellentétben soha nem támogatta a nácikat. 1932-ben a herceg belépett a Német Nemzeti Néppártba. A herceg emellett tagja volt a Corps Borussia Bonn és az 1959-ben alakult Tradition und Leben nevű monarchista csoportnak is.
Ámbár felesége igen gazdag családból származott és hatalmas hozományt vitt a házasságba, a ’20-as években Oszkár porosz hercegnek saját bevallása alapján anyagi nehézségekkel kellett szembenéznie. Erről tanúskodik az is, hogy ekkor folyamodott a neki mint katonának járó nyugdíjhoz is. Erről így írt az egyik napilap: „Oszkár porosz herceg azt állítja, egy banki alkalmazott fizetése nem elegendő ahhoz, hogy vásároljon egy sonkás szendvicset az Adlon bárban.”
1945 áprilisának elején, két nappal Potsdam bombázása előtt a herceg és családja elmenekült otthonából. A háború után a família az alsó-szászországi Holzminden városában keresett menedéket. 1952-ben egy kisebb bonni lakásba költöztek a johannita rend segítségével. A hatvanas évei elején járó herceg ekkor már súlyos egészségügyi panaszokkal küzdött, a közélettől szinte teljesen visszavonult. Oszkár porosz királyi herceg 1958. január 27-én halt meg egy müncheni kórházban rákos megbetegedés következtében. Ő volt az utolsó német császár legtovább élő fia. Végakaratának megfelelően a Hohenzollern-vár kápolnájában temették el legidősebb bátyja oldalára. Johannita nagymesterként utódja legkisebb fia lett.

## Külső hivatkozások
- Az uralkodóház hivatalos honlapja (német nyelven). Preussen.de. [2017. június 27-i dátummal az eredetiből archiválva]. (Hozzáférés: 2010. július 14.)
- A lohannita lovagrend hivatalos honlapja (német, angol nyelven). Johanniter.de. (Hozzáférés: 2010. július 14.)
- Oszkár porosz királyi herceg kérelme az ezredesi nyugdíjért (angolul)
- Oszkár porosz királyi herceg az első világháborúban (angolul)
- Oszkár porosz királyi herceg esküvőjének híre (angolul)

| Elődje: Eitel Frigyes porosz királyi herceg | A johannita lovagrend brandenburgi ágának nagymestere 1927–1958 | Utódja: Vilmos Károly porosz herceg |